# Seconda Divisione 2013-2014
La Seconda Divisione 2013-2014 è stata organizzata dalla Federazione Italiana Sport del Ghiaccio e dalla Lega Italiana Hockey Ghiaccio.
La stagione si è conclusa con l'Hockey Club Eppan-Appiano vincitore del titolo, il quinto di categoria e il secondo consecutivo.

## Squadre
Il campionato di A2 in questa stagione in un primo momento non si doveva disputare a causa della partenza di cinque squadre verso la INL, oltre alla promozione (o meglio, al consenso all'iscrizione) del Vipiteno in Elite.A. Solo a pochi giorni dal via dei tornei (quando alcune squadre si erano ormai già iscritte in serie B -la ex serie C-) si decise di far disputare comunque la A2 anche in questa stagione, che in questo campionato assunse la nuova denominazione di Seconda Divisione.
| HC Eppan     | Appiano sulla Strada del Vino | Stadio del Ghiaccio di Appiano | 1.500 |
| HC Gherdëina | Selva di Val Gardena          | Pranives                       | 2.000 |
| SV Kaltern   | Caldaro sulla strada del vino | Palaghiaccio Caldaro           | 1.500 |
| HC Merano    | Merano                        | MeranArena                     | 3.000 |
| HC Neumarkt  | Egna                          | WürthArena                     | 1.200 |

## Formula
Le squadre iscritte in INL partecipavano, (sul modello dell'Alpenliga), a tale campionato, e i punti conquistati negli scontri diretti in INL valevano per la classifica del campionato di Seconda Divisione. Oltre ai punti conquistati durante le partite tra squadre italiane in INL si decise di far giocare un mini-girone di andata (4 partite a testa, di cui 2 in casa) tra le squadre italiane, sempre valevole per la classifica finale. Queste partite vennero disputate mentre era in corso il campionato di INL. Le prime 4 squadre classificate avranno poi accesso alla Final Four organizzata in casa della capolista il 15-16 febbraio 2014.
Vengono assegnati 3 punti per la vittoria nei tempi regolamentari, 2 per la vittoria nel supplementare o ai rigori, 1 per la sconfitta nel supplementare o ai rigori.

## Stagione regolare
27 settembre 2013 - 19 gennaio 2014

### Partite
| Squadra 1       | Risultato | Squadra 2       |
| --------------- | --------- | --------------- |
| Eppan-Appiano   | 4-2       | Merano          |
| Merano          | 3-2       | Kaltern-Caldaro |
| Neumarkt-Egna   | 5-2       | Merano          |
| Kaltern-Caldaro | 2-5 ‡     | Merano          |
| Gherdëina       | 2-1 dr    | Neumarkt-Egna   |
| Eppan-Appiano   | 3-4 ‡     | Gherdëina       |
| Kaltern-Caldaro | 2-4       | Eppan-Appiano   |
| Gherdëina       | 3-0       | Eppan-Appiano   |
| Kaltern-Caldaro | 0-4       | Neumarkt-Egna   |
| Gherdëina       | 5-2       | Kaltern-Caldaro |
| Eppan-Appiano   | 3-6       | Neumarkt-Egna   |
| Merano          | 2-1 ‡     | Eppan-Appiano   |
| Merano          | 1-2       | Gherdëina       |
| Eppan-Appiano   | 0-1 dr ‡  | Kaltern-Caldaro |
| Kaltern-Caldaro | 1-3       | Merano          |

| Squadra 1       | Risultato | Squadra 2       |
| --------------- | --------- | --------------- |
| Neumarkt-Egna   | 1-0       | Eppan-Appiano   |
| Merano          | 2-3       | Eppan-Appiano   |
| Eppan-Appiano   | 1-3       | Kaltern-Caldaro |
| Eppan-Appiano   | 4-1       | Gherdëina       |
| Kaltern-Caldaro | 2-5 ‡     | Neumarkt-Egna   |
| Merano          | 5-3 ‡     | Gherdëina       |
| Gherdëina       | 1-5 ‡     | Neumarkt-Egna   |
| Gherdëina       | 5-4 dts   | Merano          |
| Merano          | 0-4       | Neumarkt-Egna   |
| Kaltern-Caldaro | 2-5       | Gherdëina       |
| Neumarkt-Egna   | 3-2 ‡     | Merano          |
| Gherdëina       | 3-4 dr ‡  | Kaltern-Caldaro |
| Neumarkt-Egna   | 2-3 ‡     | Eppan-Appiano   |
| Neumarkt-Egna   | 0-1 dts   | Gherdëina       |
| Neumarkt-Egna   | 3-1       | Kaltern-Caldaro |

‡: partita non disputata in INL.

### Classifica
|  | Pos. | Squadra         | Pt | G  | V | VOT | POT | P | GF | GS | DR  |
|  | ---- | --------------- | -- | -- | - | --- | --- | - | -- | -- | --- |
|  | 1.   | Neumarkt-Egna   | 29 | 12 | 9 | 0   | 2   | 1 | 39 | 17 | +22 |
|  | 2.   | Gherdëina       | 22 | 12 | 5 | 3   | 1   | 3 | 35 | 31 | +4  |
|  | 3.   | Eppan-Appiano   | 16 | 12 | 5 | 0   | 1   | 7 | 26 | 29 | -3  |
|  | 4.   | Merano          | 16 | 12 | 5 | 0   | 1   | 6 | 31 | 35 | -4  |
|  | 5.   | Kaltern-Caldaro | 7  | 12 | 1 | 2   | 0   | 9 | 22 | 41 | -19 |

Legenda:

      Ammesse alla Final Four
Note:

Tre punti a vittoria, due punti a vittoria dopo overtime o rigori, un punto a sconfitta dopo overtime o rigori, zero a sconfitta.

## Final Four
|  | Semifinali | Semifinali    | Semifinali |               |    | Finale        | Finale | Finale |  |
|  |            |               |            |               |    |               |        |        |  |
|  | 1          | Neumarkt-Egna | 5          |               |    |               |        |        |  |
|  | 1          | Neumarkt-Egna | 5          |               |    |               |        |        |  |
|  | 4          | Merano        | 0          |               |    |               |        |        |  |
|  | 4          | Merano        | 0          |               | 1  | Neumarkt-Egna | 3      |        |  |
|  |            |               |            |               | 1  | Neumarkt-Egna | 3      |        |  |
|  |            |               | 3          | Eppan-Appiano | 4‡ |               |        |        |  |
|  | 2          | Gherdëina     | 3          | Eppan-Appiano | 4‡ | 2             |        |        |  |
|  | 2          | Gherdëina     |            |               |    |               |        |        |  |
|  | 3          | Eppan-Appiano | 3‡         |               |    |               |        |        |  |

†: partita terminata ai tempi supplementari; ‡: partita terminata ai tiri di rigore

### Semifinali
| Egna 15 febbraio 2014, ore 16:30 | Neumarkt-Egna              | 5 – 0 (2-0; 1-0; 2-0) referto | Merano | WürthArena (826 spett.)\| Arbitri: \| Marco Bagozza Alex Lazzeri \| |
| Arbitri:                         | Marco Bagozza Alex Lazzeri |                               |        |                                                                     |

| Arbitri: | Karl Pichler Marco Mirrione |

|  |                |  |
|  | Shootout 0 – 1 |  |

### Finale
| Arbitri: | Daniel Gamper Claudio Pianezze |

|  |                |  |
|  | Shootout 0 – 1 |  |

## Classifica finale
| Pos. | Squadra         |
| ---- | --------------- |
| 1    | Eppan-Appiano   |
| 2    | Neumarkt-Egna   |
| 3    | Gherdëina       |
| 4    | Merano          |
| 5    | Kaltern-Caldaro |

## Verdetti
- Campione di Seconda Divisione: Hockey Club Eppan-Appiano (5º titolo)

| Campioni Seconda Divisione 2013-2014 HC Eppan-Appiano | Portieri: Thomas Tragust, Alex Tomasi Difensori: Peter Stimpfl, David Hale, Milan Bednár, Christian Tröger, Johannes Weger, Fabian Ebner, David Ceresa (C), Matthias Eisenstecken, Lukas Geiser Attaccanti: Patrik Wallenberg, Stefan Unterkofler, Philipp Platter, Jan Waldner, Robert Raffeiner, Philipp Jaitner, Tobias Spitaler, Maximilian von Payr, Daniel Peruzzo, Daniele Veggiato, Tobias Ebner, Alex Jaitner Staff Tecnico: Teppo Kivelä (Allenatore) |